# Annie Award
Annie Award er en amerikansk pris, der gives for bedrifter inden for animation. Annie-priserne er blevet uddelt af en gren i Los Angeles af International Animated Film Association, ASIFA-Hollywood, siden 1972. Oprindeligt blev prisen uddelt for at hylde livslange eller karrieremæssige bedrifter inden for animation inden for områderne produktion, instruktion, animation, udarbejdelse af manuskript, stemmeskuespil, lyd og lydeffekter m.m., men i 1992 begyndte man at hylde animation i sin helhed, og kategorien "Bedste tegnefilm i spillefilmslængde" blev lavet.

## Priskategorier

### Produktion
- Bedste tegnefilm i spillefilmslængde
- Best Animated Home Entertainment Production
- Best Animated Short Subject
- Best Animated Television Commercial
- Best Animated Television Production
- Best Animated Video Game

### Individuelle priser
- Animated Effects
- Character Animation in a Feature Production
- Character Animation in a Television Production
- Character Design in a Feature Production
- Character Design in a Television Production
- Directing in a Feature Production
- Directing in a Television Production
- Music in a Feature Production
- Music in a Television Production
- Production Design in a Feature Production
- Production Design in a Television Production
- Storyboarding in a Feature Production
- Storyboarding in a Television Production
- Voice Acting in a Feature Production
- Voice Acting in a Television Production
- Writing in a Feature Production
- Writing in a Television Production